# قلعه بنی موشمی
قلعه بنی موشمی، روستایی از توابع بخش زیلائی شهرستان مارگون در استان کهگیلویه و بویراحمد ایران است.

## جمعیت
این روستا در دهستان زیلائی قرار دارد و براساس سرشماری مرکز آمار ایران در سال ۱۳۸۵، جمعیت آن ۳۲۳ نفر (۵۲خانوار) بوده‌است.